# Эккерсберг, Юхан Фредрик
Юхан Фредрик Эккерсберг (норв. Johan Fredrik Eckersberg; 16 июня 1822, Драммен — 13 июля 1870; Берум) — норвежский художник романтического направления.

## Жизнь и творчество
Юхан Фредрик Эккерсберг родился в купеческой семье. Первоначально он хотел заниматься торговлей, как и его отец. В 16-летнем возрасте был отправлен родителями в Нидерланды для обучения коммерции. В Амстердаме Эккерсберг знакомится с художественным творчеством, начинает брать уроки живописи и пробует копировать старых мастеров. В 1841 году Эккерсберг возвращается в Норвегию и помогает отцу в его торговле. В свободное время молодой человек занимается рисованием, в 1843 году он поступает в Королевскую школу искусств в Христиании (Осло), в класс художника  Йоханнеса Флинто.
В 1846 году он совершает учебную поездку с Хансом Гуде и Августом Каппеленом в горный район Гудбрандсдаль. Это путешествие стало знаковым в норвежской пейзажной живописи, введя горные мотивы в романтическую живописную тематику норвежских художников. Той же осенью Эккерсберг получает двухлетнюю стипендию для обучения в Дюссельдорфской академии художеств. Здесь он становится учеником Иоганна Вильгельма Ширмера, однако норвежский мастер не разделял художественные взгляды последнего, и через 2 года вернулся в Норвегию. С 1848 году он живёт в Осло (Христиании) — исключая 1852—1854 годы, проведённые им на островах Мадейра, где художник лечился от туберкулёза, и пребывания в 1854—1856 в Дюссельдорфе.
В октябре 1850 года художник женится на Лауре Мартине Хансен. В этом же году он становится членом Норвежской академии художеств. Будучи близко знаком с писателем П.Кристеном Асбьёрнсеном, Эккерсберг становится одним из лучших норвежских книжных иллюстраторов, рисуя преимущественно к сказкам из собрания Асбьёрнсена. На Мадейре он создаёт серию рисунков «Виды острова Мадейра». Вернувшись с семьёй на родину мастер, несмотря на заболевание туберкулёзом, в 1859 году открывает в Христиании художественную школу. С 1863 года это учебное заведение получает государственное признание и поддержку. В ней учились впоследствии многие известные норвежские художники — такие, как Герхард Мунте и Кристиан Скредсвиг. Ю. Ф. Эккерсберг входил в руководство норвежской Национальной галереи и с 1864 — в руководство Союза художников Христиании.
Художник жил и работал в годы расцвета норвежского романтизма. Главной темой его пейзажей была природа Восточной Норвегии. Для его полотен присущи тщательная деталировка и практически полное отсутствие художественной фантазии, что было характерно для этого мастера, работавшего в переходный период между романтизмом и реализмом. Наиболее известные его картины были написаны в 1860-е годы.
В 1870 году Эккерсберг за своё творчество был награждён орденами святого Олафа и Васы. Скончался от туберкулёза.

## Галерея

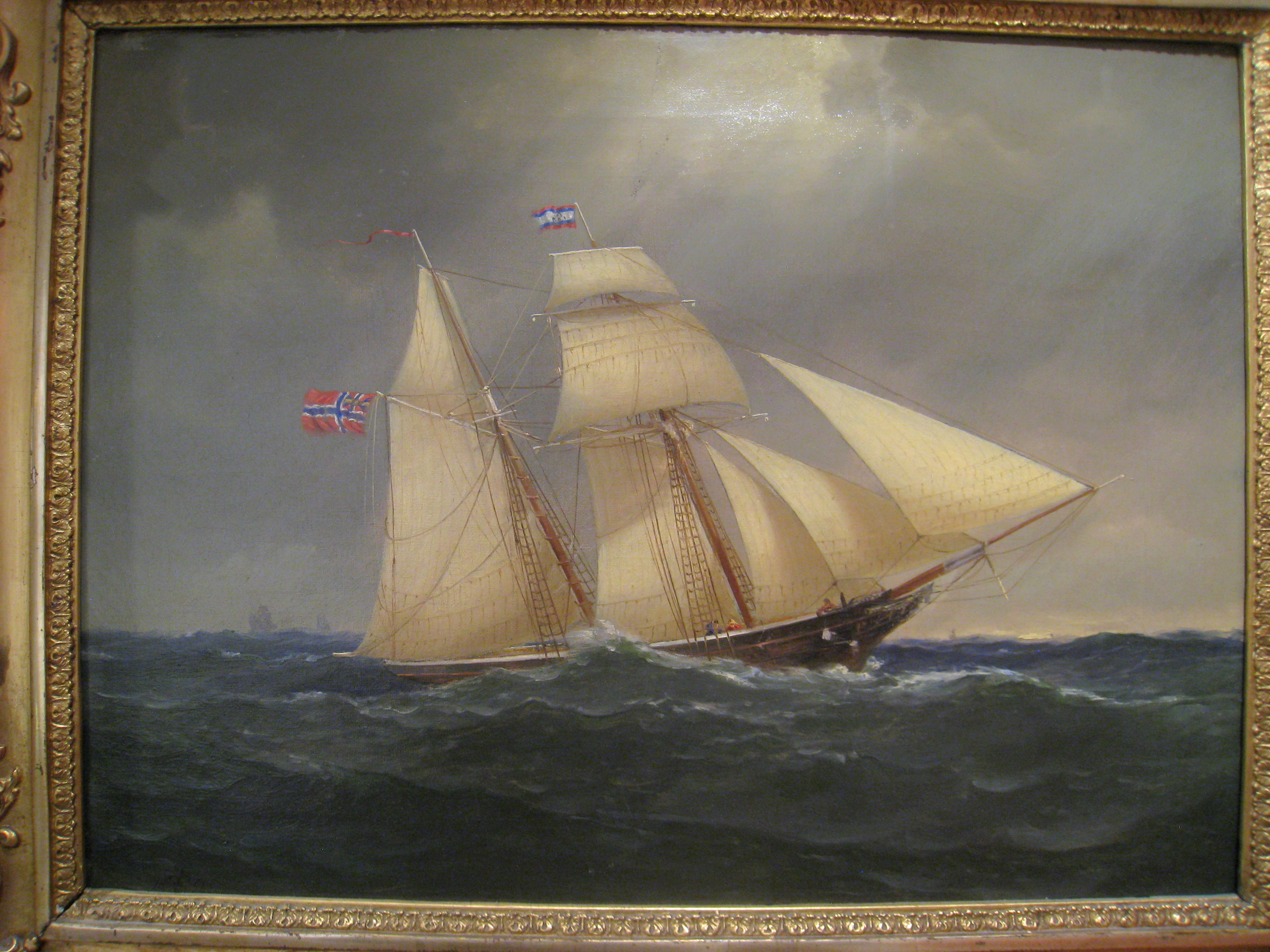
Бриг в открытом море
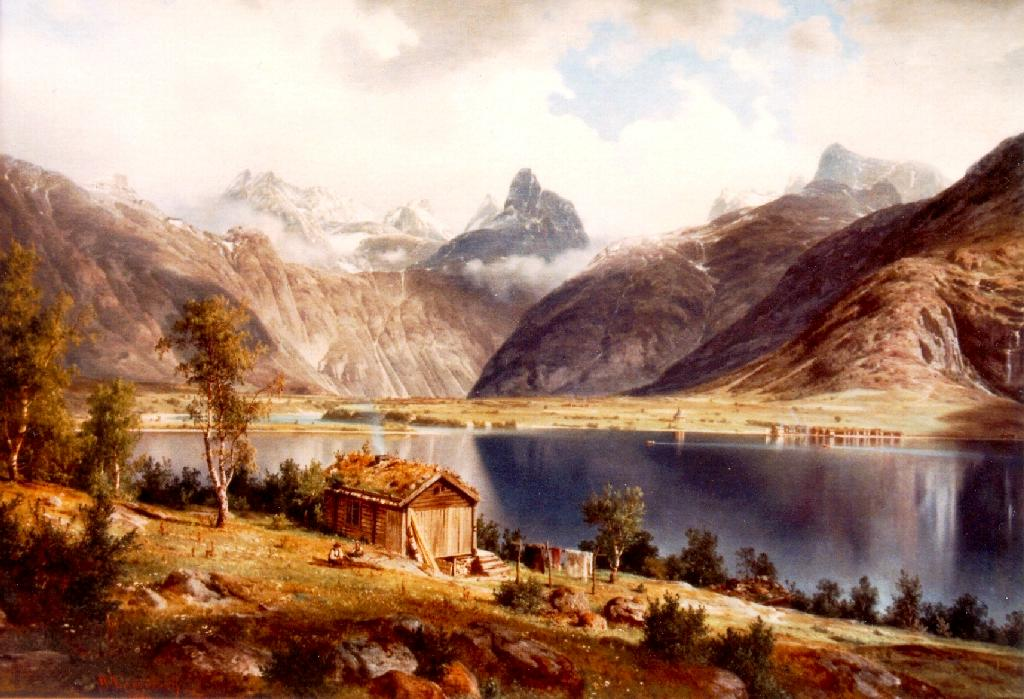
Пик Ромсдальсхорн (1865)